# From Enslavement to Obliteration
From Enslavement to Obliteration là album phòng thu thứ hai của ban nhạc grindcore người Anh Napalm Death, phát hành năm 1988. Đây là album cuối cùng có mặt của hát chính Lee Dorrian và tay guitar Bill Steer, và album đầu tiên với tay bass Shane Embury, thành viên gắn bó lâu dài nhất với ban nhạc. Phiên bản remaster được phát hành ngày 2 tháng 4 năm 2012.
Phần lời album đề cập đến nhiều chủ đề xã hội và chính trị, gồm ghét phụ nữ/kỳ thị giới tính ("It's a M.A.N.S World" và "Inconceivable?"), quyền động vật ("Display to Me..."), phân biệt chủng tộc ("Unchallenged Hate" và "From Enslavement to Obliteration"), chủ nghĩa duy vật ("Private Death"), và chủ nghĩa chống tư bản ("Make Way!").

## Tiếp nhận
| Đánh giá chuyên môn | Đánh giá chuyên môn |
| Nguồn đánh giá      | Nguồn đánh giá      |
| Nguồn               | Đánh giá            |
| ------------------- | ------------------- |
| Allmusic            | [ 1 ]               |

Năm 2009, From Enslavement to Obliteration được xếp vị trí số 1 trên danh sách "các album tinh túy nhất của grindcore châu Âu" của tạp chí Terrorizer. Ned Raggett của Allmusic cho album 4 và 1/2 sao và nghĩ rằng album "đánh dấu lên những gì ban nhạc từng làm".

## Danh sách bài hát
| STT | Nhan đề                              | Thời lượng |
| --- | ------------------------------------ | ---------- |
| 1.  | "Evolved as One"                     | 3:13       |
| 2.  | "It's a M.A.N.S World!"              | 0:54       |
| 3.  | "Lucid Fairytale"                    | 1:02       |
| 4.  | "Private Death"                      | 0:35       |
| 5.  | "Impressions"                        | 0:35       |
| 6.  | "Unchallenged Hate"                  | 2:07       |
| 7.  | "Uncertainty Blurs the Vision"       | 0:40       |
| 8.  | "Cock-Rock Alienation"               | 1:20       |
| 9.  | "Retreat to Nowhere"                 | 0:30       |
| 10. | "Think for a Minute"                 | 1:42       |
| 11. | "Display to Me..."                   | 2:43       |
| 12. | "From Enslavement to Obliteration"   | 1:35       |
| 13. | "Blind to the Truth"                 | 0:21       |
| 14. | "Social Sterility"                   | 1:03       |
| 15. | "Emotional Suffocation"              | 1:06       |
| 16. | "Practice What You Preach"           | 1:23       |
| 17. | "Inconceivable?"                     | 1:06       |
| 18. | "Worlds Apart"                       | 1:24       |
| 19. | "Obstinate Direction"                | 1:01       |
| 20. | "Mentally Murdered"                  | 2:13       |
| 21. | "Sometimes"                          | 1:06       |
| 22. | "Make Way!"                          | 1:36       |
| 23. | "Musclehead" (CD bonus track)        | 0:50       |
| 24. | "Your Achievement?" (CD bonus track) | 0:06       |
| 25. | "Dead" (CD bonus track)              | 0:04       |
| 26. | "Morbid Deceiver" (CD bonus track)   | 0:45       |
| 27. | "The Curse" (CD bonus track)         | 3:17       |

## Thành phần tham gia
- Lee Dorrian – hát
- Shane Embury – bass guitar
- Bill Steer – guitar
- Mick Harris – trống, hát
- Steve Bird – engineering
- Mark Sikora – bìa đĩa
- Mike Marsh – mastering

## Bảng xếp hạng
| BXH (1988)     | Vị trí cao nhất |
| -------------- | --------------- |
| UK Indie Chart | 1               |